# Cratère de l'Araignée
Pour les articles homonymes, voir Spider.
Le cratère de l'Araignée (Spider Crater) est un cratère météoritique qui se situe au nord de l’Australie dans l'État d’Australie-Occidentale. Son diamètre est de 13 km et son âge est estimé à 570 millions d’années (Protérozoïque). Son nom lui vient de sa forme en araignée reconnaissable en vue aérienne.